# Edificio La Cattedrale
La Cattedrale è uno storico edificio industriale di Pistoia adibito a spazio espositivo e centro fieristico.

## Storia
L'imponente edificio industriale noto come "La Cattedrale" nacque come fabbrica dello stabilimento San Giorgio di Pistoia a partire dal 1919 e venne costruito in tre fasi fino al suo completamento nel 1933. La fabbrica ospitava il reparto di carpenteria pesante del comprensorio e qui potevano essere depositati i vagoni ferroviari, disposti su più file.
In seguito allo chiusura dello stabilimento, l'edificio "La Cattedrale" andò incontro a un periodo di abbandono, nonostante varie proposte da parte dell'amministrazione comunale per riqualificare l'area.
Nel 2010 fu approvato un progetto di recupero e restauro del fabbricato, al fine di riconvertire la fabbrica dismessa in un centro polivalente espositivo. Il nuovo centro fieristico è stato inaugurato il 17 marzo 2012.
Tra l'11 febbraio e il 9 ottobre 2021 l'edificio ha ospitato il centro vaccinale di Pistoia contro il COVID-19.

## Descrizione
La struttura è situata in via Sandro Pertini, nell'area delle ex officine San Giorgio Breda, adiacente al centro polifunzionale UNISER, ed è il più grande edificio dello stabilimento. In origine lungo 140 metri e largo 20 metri, è composto da quattro campate di 10 metri in larghezza e sedici campate di 5 metri in lunghezza, con una copertura a doppia pendenza sorretta da capriate in cemento armato.